# تظاهرات شیفنگ
تظاهرات شیفنگ در اول تا سوم ژوئیه سال ۲۰۱۲ در شهر جنوب غربی شفینگ چین و با صدها نفر تظاهرکننده اتفاق افتاد.
در این تظاهرات صدها نفر شرکت داشته‌اند و پلیس بارها سعی در پراکنده کردن جمعیت با استفاده از گاز اشک آور و مواد بی‌حس‌کننده کرد. مردم شرکت‌کننده در این تظاهرات در وبلاگ‌ها و سایت‌های اینترنتی خود تصاویری از افرادی که توسط نیروهای امنیتی چینی به شدت مضروب شده بودند را منتشر کردند. تظاهرات زمانی پایان یافت که دولت چین اعلام کرد که تظاهرات‌کننده زندانی را آزاد کردند و تجهیزات کارخانه ذوب مس جمع‌آوری شده‌است.
این تظاهرات یکی از موفق‌ترین تظاهرات‌های حمایت از محیط زیست به دلیل تعداد افراد شرکت‌کننده و دریافت خواسته‌های تظاهرات کنندگان در چین بوده‌است.

## پیشینه
محور اصلی تلاش‌های احیای اقتصادی شهر شیفنگ، کارخانه ذوب مس شرکت سیچوان‌هونگدا بود. این کارخانه قرار بود یکی از بزرگترین کارخانه‌ها در جهان باشد و ساخت آن به منظور ایجاد رشد اقتصادی از طریق ایجاد هزاران شغل بود. وزارت حفاظت از محیط زیست چین گفت: «کارخانه ۱/۷میلیارد دلاری سالانه ۴۰۰۰۰تن مولیبدن و ۴۰۰۰۰۰ تن مس تصفیه می‌کند.»
فرآیندهای ذوب و تصفیه مس می‌توانند انواع محصولات جانبی سمی از جمله جیوه، دی‌اکسید گوگرد و آرسنیک را تولید کنند. منتقدان همچنین ادعا کردند که دولت در بررسی یا افشای اطلاعات در مورد تأثیرات احتمالی این کارخانه بر محیط زیست شفاف نبوده‌است. ماجون، مدیر مؤسسه امور عمومی و محیط زیست، به گاردین گفت: «دولت فقط نسخه کوتاهی از گزارش زیست‌محیطی نیروگاه را منتشر کرده‌است، گزارشی که در مورد فاضلاب و فاضلاب جامد اطلاعاتی نداشت.» وی اضافه کرد که پروژه‌های فلزات سنگین همیشه آلودگی بالایی دارند و البته عموم مردم نگران این موضوع هستند. بنابر گزارش‌ها، ساکنان شهر علیه این پروژه شکایت کرده‌اند، اما مقامات هیچ اقدامی انجام ندادند. رویترز گزارش داد که اگرچه بسیاری از ساکنان محلی از تلاش‌ها برای ایجاد شغل حمایت کردند، اما از عدم مشورت دولت با مردم و عدم رسیدگی کافی به نگرانی‌های زیست‌محیطی خودشان ناراحت بودند.

## اعتراضات
ساخت پالایشگاه مس سیچوان‌هونگدا در ۲۹ ژوئن با پایه‌ریزی بنیاد این کارخانه آغاز شد. دو روز بعد، در اول ژوئیه، صدها دانش‌جوی معترض در اعتراض به این طرح در مقابل ساختمان‌های دولتی شهرداری تجمع کردند. این اعتراضات در ۲ و ۳ ژوئیه افزایش یافت زیرا هزاران شهروند دیگر، از جمله دانش‌جویان شهر گوانگان در خیابان‌ها و جلو دفاتر دولتی تظاهرات کردند و خواستار تعلیق این طرح شدند.
مقامات و رسانه‌های دولتی گزارش دادند که اعتراضات به خشونت کشیده‌شد و تظاهرکنندگان خودروهای پلیس را واژگون ساخته و به ساختمان‌های دولتی سنگ و آجر پرتاب کردند. پلیس برای سرکوب اعتراضات با شلیک گاز اشک آوراز و نارنجک‌های بی‌حس‌کننده به سمت جمعیت استفاده کرده و ۲۷ معترض را بازداشت کردند. تصاویر ویدئویی که در فضای مجازی منتشر شد نشان می‌دهد که پلیس باتوم به‌دست از گاز اشک آوراستفاده می‌کند و معترضان نیز ضرب‌وشتم و خون‌آلوده شده‌اند. شاهدان به روزنامه صبح چینی South China Morning Post گفتند که حدود ۸۰۰۰ پلیس در جاده‌های اصلی مستقر بودند و افسران امنیتی برای متفرق کردن اعتراضات از زور استفاده کرده‌اند.
دولت محلی صبح ۳ ژوئیه اعلام کرد که ساخت کارخانه ذوب مس متوقف خواهد شد. اعتراضات تا عصر همان روز ادامه یافت و تظاهرکنندگان خواستار آزادی معترضان بازداشت شده‌ای بودند که اکثر آنها را دانش آموزان تشکیل می‌دادند.غروب ۳ ژوئیه، مقامات ۲۱ نفر از ۲۷ معترض بازداشت‌شده را آزاد کردندو به دنبال آن بود که اعتراضات فروکش کرد، هرچند شش نفر همچنان در بازداشت به‌سر می‌بردند و به دلیل نقش خود در تظاهرات با اتهامات جنایی و اداری روبرو گشتند.
تظاهرات عمومی در ۹ ژوئیه متعاقب شایعات تأیید نشده‌ای مبنی بر ضرب و شتم یک دختر ۱۴ ساله در اعتراضات بالا گرفت. با وجود این، مقامات دولت محلی مستمراً گزارش‌های مربوط به تلفات یا وجود خونریزی را رد کرده و می‌گویند که تنها تعداد محدودی از تظاهرکنندگان و افسران پلیس زخمی شده‌اند. مقامات دولتی اضافه کردند که پلیس در برخورد با تظاهرات احتیاط زیادی به خرج داده‌است.

## عواقب
دو ماه پس از اعتراض‌های شیفنگ، ساکنان به نیویورک‌تایمز گفتند که شهر از زمانی که تظاهرات به پایان رسید ساکت بوده و هیچ نشانه‌ای وجود ندارد که پروژه سیچوان هونگدا در حال بازگشت و شروع کار مجدد باشد. یکی از مدیران اجرایی پروژه سیچوهان هونگدا در ۹ ژوئیه به مجله کاجینگ (Caijing) گفت: «مشخص نیست که آیا ساخت کارخانه ذوب مس در آینده جلو خواهد رفت یا نه و آیا در استان سیچوان خواهد بود یا خیر»
پس از تظاهرات، مقامات مجبور شدند با تأمین مسکن و تعیین پردا خت غرامت به حدود ۲۳۰۰ روستایی که زمین آنها به اجبار برای ایجاد ساختمان و محوطه برای کارخانه ذوب مس استفاده شده بود، مواجه شوند. گزارش‌ها حاکی از آن است که روستاییان اهل هونگمیائو و جینگوانگ، در نوامبر ۲۰۱۱ اخطارهای تهدید آمیز برای تخلیه دریافت کردند و در ماه بعد شاهد تخریب خانه‌هایشان بودند. از ژوییه ۲۰۱۲، آنها هنوز غرامت وعده غرامت داده شده ازسوی دولت را دریافت نکرده بودند.
طی جلسه کمیته حزب کمونیست چین که در ۲۵ اکتبر ۲۰۱۲ برگزار شد، مقامات در شیفنگ تصمیم گرفتند لی چنگین منشی حزب محلی را تعویض کنند و شهردار سابق لی ژوو، به این مقام منصوب کنند.

## اهمیت
نقش دانشجویان
اعتراض‌های شیفنگ به علت بافت نفرات شرکت کننده در آن دارای اهمیت بود چرا که بیشتر توسط دانشجویان هدایت و سازماندهی می‌شد. اگرچه چین سالانه ده‌ها هزار تظاهرات در مقیاس بالا را تجربه می‌کند، اما از زمان تظاهرات میدان تیان‌آن‌من در سال ۱۹۸۹، مشارکت دانشجویان در اعتراضات ضددولتی بسیار کم بوده‌است. لزلی هوک خبرنگار فاینشنال‌تایمز نوشت که این تظاهرات یک تغییر احتمالی مهم را در سیاست کشور آشکار می‌کند و آن اینکه جوانان در صف مقدم این اعتراضات سه روزه قرار گرفته بودند، این یک تمایل جدیدی است از کنش و واکنش نسلی که به نظر بسیاری با اینگونه مسائل بیگانه بودند. وی اضافه کرد که آنچه برای این نسل جذاب به نظر می‌رسد توجه به مسائل زیست‌محیطی است.